# 七代天神社 (郡上市)
七代天神社（ななだいてんじんじゃ／ななよあまつかみしや）は、岐阜県郡上市大和町島（郡上郡西川村大字島→郡上郡大和町島）に鎮座する神社。

## 概要
霊亀二年（716年）、郡上郡島馬場村（現・郡上市大和町島）の7人の子供が突然憑依され、狂ったようになる。人々が尋ねると「我々は七代天神の霊である。この地で我々を尊崇したならば永く国家を守り民を安らかにしよう。このことを天皇に奏上し、神社を創立するように。」と告げると子供たちは息絶える（その後蘇生）。村人は朝廷に直ちに奏上し、勅命を受けて養老二年（718年）に創建したという。
創建時は山頂に鎮座していたが、後に現在地に移転する。
1971年（昭和46年）、過疎化による集落再編成により集団離村した大和村大字内ヶ谷（現・郡上市大和町内ヶ谷）の氏神の白山神社を合祀する。

## 主祭神
- 国常立尊
- 国狭槌尊
- 豊斟渟尊
- 宇比土煮尊
- 大戸導尊
- 面足尊
- 惶根尊
- 伊弉諾尊
- 伊弉冉尊

## 境内社
- 白山神社（祭神：菊理姫尊）[4]

## 文化財
- 石造狛犬

郡上市の重要無形民俗文化財（1992年（平成4年）10月20日指定）

## 天神踊り
独自の盆踊りとして「天神踊り」が伝わる。1945年(昭和20年)以前より8月25日をおどり日に設定されており、踊る種目が拝殿踊りと町踊り（郡上おどり、白鳥おどり）が混在していた。1990年（平成2年）を最後に途絶えたが、2025年（令和7年）に復活した。